# Malcolm Gordon (peleador)
Malcolm Gordon (Calgary, Alberta, Canadá, 19 de mayo de 1990) es un artista marcial mixto canadiense que compite en la división de peso mosca de Ultimate Fighting Championship.

## Primeros años
Gordon se inició en las artes marciales con el jiu-jitsu brasileño y el kick boxing en Calgary, Alberta. Se convirtió en una pasión y, a los 19 años, empezó a pasar tiempo entrenando en Las Vegas con el difunto Shawn Tompkins, un renombrado entrenador canadiense que guio a gente como Sam Stout, Mark Hominick y Chris Horodecki.

## Carrera de artes marciales mixtas

### Carrera temprana
Sus primeros cuatro combates fueron actuaciones dominantes que le valieron un récord de 4-0 con cuatro finales. Esto le valió un viaje al escenario de Bellator en mayo de 2014 en Bellator 119 donde derrotó a Chris Kelades por decisión unánime. Después de mejorar su récord a 5-0, tuvo un pequeño bache en el camino, perdiendo sus dos siguientes combates por KO/TKO. Gordon daría la vuelta para terminar 2015 con una victoria por decisión unánime sobre Shawn Mack en WXC 59: Homeland Pride. Gordon ganó sus dos siguientes combates tras el de Mack por medio de finales en el primer asalto. Estas dos últimas victorias lo llevaron a TKO MMA.
En noviembre de 2016 hizo su debut profesional para TKO MMA. Aunque perdió en el primer asalto, volvería a la organización en marzo de 2018 y desde entonces ha sido realmente el rey de su división de peso mosca. Hizo un viaje de regreso a WXC, donde defendió su título de peso mosca contra Michael Jordan en WXC 69 y ganó a través de la primera ronda de KO en julio de 2017 en sólo 17 segundos.
Tras una pausa de unos 21 meses, regresó en TKO 42 para desafiar a Jordan Graham por el título vacante de peso mosca. Gordon salió victorioso por sumisión en el primer asalto en UFC Fight Pass. Cinco meses más tarde volvió a la jaula para enfrentarse a su siguiente reto en forma de James Mancini en TKO Fight Night 1. Continuó mostrando su dominio en esta nueva etapa de su carrera defendiendo su corona por medio de un armbar en el segundo asalto. En su salida más reciente ocupó el puesto de co-evento principal y defendió su corona por segunda vez sometiendo al luchador de The Ultimate Fighter: Tournament of Champions en TKO 47 en abril de 2019.

### Ultimate Fighting Championship
Debutó en la UFC el 18 de julio de 2020 contra Amir Albazi en UFC Fight Night: Figueiredo vs. Benavidez 2. Amir y Gordon sólo habían avisado con dos semanas de antelación, ya que sustituyeron a Tagir Ulanbekov y Aleksander Doskalchuk, que se retiraron del evento tras la muerte de Abdulmanap Nurmagomedov. Perdió el combate por sumisión en el primer asalto.
Se enfrentó a Su Mudaerji el 28 de noviembre de 2020 en UFC on ESPN: Smith vs. Clark. Perdió el combate por KO en el primer asalto.
Se enfrentó a Francisco Figueiredo el 17 de julio de 2021 en UFC on ESPN: Makhachev vs. Moisés. Ganó el combate por decisión unánime.
Se esperaba que se enfrentara a Denys Bondar el 20 de noviembre de 2021 en UFC Fight Night: Vieira vs. Tate. Sin embargo, se retiró del evento por razones no reveladas. El combate fue reprogramado y finalmente tuvo lugar en UFC Fight Night: Hermansson vs. Strickland el 5 de febrero de 2022. Ganó el combate por TKO en el primer asalto.
Se esperaba que se enfrentara a Allan Nascimento el 13 de agosto de 2022 en UFC on ESPN: Vera vs. Cruz. Sin embargo, se retiró a finales de julio debido a una lesión no revelada.
Se enfrentó a Muhammad Mokaev el 22 de octubre de 2022 en UFC 280. Perdió el combate por sumisión en el tercer asalto.

## Campeonatos y logros

### Artes marciales mixtas
- TKO Major League MMA
  - Campeonato de Peso Mosca TKO (una vez)[4]
    - Dos defensas exitosas
- Warrior Xtreme Cagefighting
  - Campeonato de Peso Mosca de la WXC (una vez)[4]
    - Una defensa exitosa
- Prodigy MMA
  - Campeonato de Peso Gallo de la PMMA (una vez)[4]
- Havoc Fighting Championship
  - Campeonato de Peso Mosca de HFC (una vez)[4]

## Récord en artes marciales mixtas
| Resultado | Récord | Oponente             | Método                                    | Evento                                      | Fecha                   | Ronda | Tiempo | Localización                     | Notas                                               |
| --------- | ------ | -------------------- | ----------------------------------------- | ------------------------------------------- | ----------------------- | ----- | ------ | -------------------------------- | --------------------------------------------------- |
| Derrota   | 14-6   | Muhammad Mokaev      | Sumisión (barra de brazo)                 | UFC 280                                     | 22 de octubre de 2022   | 3     | 4:26   | Abu Dabi, Emiratos Árabes Unidos |                                                     |
| Victoria  | 14-5   | Denys Bondar         | TKO (lesión en el brazo)                  | UFC Fight Night: Hermansson vs. Strickland  | 5 de febrero de 2022    | 1     | 1:22   | Las Vegas, Nevada                |                                                     |
| Victoria  | 13-5   | Francisco Figueiredo | Decisión (unánime)                        | UFC on ESPN: Makhachev vs. Moisés           | 17 de julio de 2021     | 3     | 5:00   | Las Vegas, Nevada                |                                                     |
| Derrota   | 12-5   | Su Mudaerji          | KO (puñetazos)                            | UFC on ESPN: Smith vs. Clark                | 28 de noviembre de 2020 | 1     | 0:44   | Las Vegas, Nevada                |                                                     |
| Derrota   | 12-4   | Amir Albazi          | Sumisión (estrangulamiento por triángulo) | UFC Fight Night: Figueiredo vs. Benavidez 2 | 18 de julio de 2020     | 1     | 4:42   | Abu Dabi, Emiratos Árabes Unidos | Combate de peso gallo.                              |
| Victoria  | 12-3   | Yoni Sherbatov       | Sumisión (estrangulamiento por detrás)    | TKO 47                                      | 11 de abril de 2019     | 1     | 1:32   | Montreal, Quebec                 | Defendió el Campeonato de Peso Mosca TKO.           |
| Victoria  | 11-3   | James Mancini        | Sumisión (barra de brazo)                 | TKO Fight Night 1                           | 2 de agosto de 2018     | 2     | 2:02   | Montreal, Quebec                 | Defendió el Campeonato de Peso Mosca TKO.           |
| Victoria  | 10-3   | Jordan Graham        | Sumisión (kimura)                         | TKO 42                                      | 16 de marzo de 2018     | 1     | 3:26   | Laval, Quebec                    | Ganó el vacante Campeonato de Peso Mosca TKO.       |
| Victoria  | 9-3    | Michael Jordan       | KO (puñetazos)                            | WXC 69                                      | 14 de julio de 2017     | 1     | 0:17   | Southgate, Míchigan              | Defendió el Campeonato de Peso Mosca de la WXC.     |
| Derrota   | 8-3    | Dimitri Waardenburg  | TKO (puñetazos)                           | TKO 36                                      | 4 de noviembre de 2016  | 1     | 4:09   | Montreal, Quebec                 | Combate de peso acordado (130 libras).              |
| Victoria  | 8-2    | Jesse Bazzi          | Sumisión (kimura)                         | WXC 64                                      | 13 de agosto de 2016    | 1     | 3:31   | Taylor, Míchigan                 | Ganó el Campeonato de Peso Mosca de la WXC.         |
| Victoria  | 7-2    | Andrew Cseh          | KO (puñetazos)                            | Prodigy MMA                                 | 28 de mayo de 2016      | 1     | 4:04   | Erie, Pensilvania                | Ganó el Campeonato de Peso Gallo de la PMMA.        |
| Victoria  | 6-2    | Tashawn Mack         | Decisión (unánime)                        | WXC 59                                      | 8 de agosto de 2015     | 3     | 5:00   | Taylor, Míchigan                 |                                                     |
| Derrota   | 5-2    | Austin Ryan          | TKO (puñetazos)                           | Havoc FC 8                                  | 27 de marzo de 2015     | 2     | 3:20   | Red Deer, Alberta                | Perdió el Campeonato de Peso Mosca de la HFC.       |
| Derrota   | 5-1    | Randy Turner         | TKO (puñetazos)                           | PFC 3                                       | 18 de octubre de 2014   | 2     | 3:17   | London, Ontario                  |                                                     |
| Victoria  | 5-0    | Chris Kelades        | Decisión (unánime)                        | Bellator 119                                | 9 de mayo de 2014       | 3     | 5:00   | Rama, Ontario                    | Combate de peso acordado (130 libras).              |
| Victoria  | 4-0    | Michael Davis        | Sumisión (kimura)                         | Havoc FC 4                                  | 31 de enero de 2014     | 2     | 2:16   | Red Deer, Alberta                | Ganó el vacante Campeonato de Peso Mosca de la HFC. |
| Victoria  | 3-0    | Lloyd Reyes          | TKO (puñetazos)                           | Provincial FC 1                             | 26 de octubre de 2013   | 1     | 3:38   | London, Ontario                  |                                                     |
| Victoria  | 2-0    | Ahmad Kakar          | TKO (puñetazos)                           | Substance Cage Combat 1                     | 29 de junio de 2013     | 2     | 2:36   | Toronto, Ontario                 | Debut en el peso gallo.                             |
| Victoria  | 1-0    | Tyler Kirk           | Sumisión (barra de brazo)                 | Score Fighting Series 6                     | 19 de octubre de 2012   | 1     | 2:16   | Sarnia, Ontario                  | Debut en el peso mosca.                             |